# Jeff Haste
Pour les articles homonymes, voir Haste.
Jeff Haste est un homme politique américain membre de la Chambre des représentants de Pennsylvanie, représentant le 104e district (en), Il sera représentant en 1996 à la faveur d'une élection partielle en janvier 1996 et ne se représente pas lors des élections générales la même année.